# Махамбетский район
Махамбетский район (каз. Махамбет ауданы) — район в центре Атырауской области Казахстана. Административный центр — село Махамбет.

## География
Территория района составляет 9,6 тыс. км². Рельеф территории — равнинный. Почва энтрозональная бурая, песчаная. Территорию Махамбетского района пересекает река Урал.
На территории Махамбетского района расположен Сарайчик.

## История
Район образован в 1938 году. До 1963 года назывался Баксайским.
14 ноября 1957 года к Баксайскому району был присоединён Новобогатинский район.

## Население
Национальный состав (на начало 2019 года):
- казахи — 33 881 чел. (97,33 %)
- русские — 603 чел. (1,73 %)
- корейцы — 114 чел. (0,33 %)
- узбеки — 49 чел. (0,14 %)
- татары — 43 чел. (0,12 %)
- немцы — 28 чел. (0,08 %)
- болгары — 23 чел. (0,07 %)
- каракалпаки — 11 чел. (0,03 %)
- украинцы — 11 чел. (0,03 %)
- другие — 48 чел. (0,14 %)
- Всего — 34 811 чел. (100,00 %)

## Административно-территориальное деление
| Сельский округ                | Сёла                                            |
| Акжайыкский сельский округ    | Акжайык                                         |
| Актогайский сельский округ    | Актогай, Отешкали Атамбаев, Кенорис, Бала Ораза |
| Алгинский сельский округ      | Алга                                            |
| Баксайский сельский округ     | Тандай, Есмахан, Коздикора, Томан               |
| Сельский округ Бейбарыс       | Бейбарыс, Талдыколь, Аккайын, Кызылжар          |
| Есбольский сельский округ     | Ортакшыл, Есбол, Енбекшил                       |
| Жалгансайский сельский округ  | Жалгансай                                       |
| Махамбетский сельский округ   | Махамбет, Сарытогай                             |
| Сарайчиковский сельский округ | Сарайчик, Старый Сарайчик                       |